# Saint-Germain-du-Bois
Saint-Germain-du-Bois é uma comuna francesa na região administrativa de Borgonha-Franco-Condado, no departamento Saône-et-Loire. Estende-se por uma área de 30,43 km². Em 2010 a comuna tinha 1 930 habitantes (densidade: 63,4 hab./km²).